# Campeonato Femenino de la AFC de 1979
El Campeonato Femenino de la AFC de 1979 fue la tercera edición de la Copa Asiática Femenina de la AFC. El torneo se jugó en India y por primera vez se jugó en el Sudeste Asiático. Originalmente se iba a disputar en 1979, pero por eventualidades se jugó entre el 11 al 20 de enero de 1980. 
El campeón fue China Taipéi por segunda vez.

## Fase de grupos
| Equipo               | PJ | PG | PE | PP | GF | GC | Dif. | Pts. |
| -------------------- | -- | -- | -- | -- | -- | -- | ---- | ---- |
| China Taipéi         | 5  | 4  | 1  | 0  | 12 | 0  | +12  | 9    |
| India del Sur        | 5  | 3  | 2  | 0  | 5  | 0  | +5   | 8    |
| Australia Occidental | 5  | 2  | 0  | 3  | 4  | 5  | -1   | 4    |
| Hong Kong            | 5  | 2  | 0  | 3  | 3  | 7  | -4   | 4    |
| Malasia              | 5  | 1  | 1  | 3  | 4  | 5  | -1   | 3    |
| India                | 5  | 1  | 0  | 4  | 1  | 12 | -11  | 2    |

| 11 de enero de 1980 | India del Sur           | 2-0 | Australia Occidental | Estadio EMS, |  |
|                     | Mullick 17' · Dutta 27' |     |                      |              |  |

| 12 de enero de 1980 | China Taipéi | 5-0 | India | Estadio EMS, |  |
|                     |              |     |       |              |  |

| 12 de enero de 1980 | India del Sur | 2-0 | Hong Kong | Estadio EMS, |  |
|                     |               |     |           |              |  |

| 13 de enero de 1980 | China Taipéi | 2-0 | Malasia | Estadio EMS, |  |
|                     |              |     |         |              |  |

| 13 de enero de 1980 | India | 0-3 | Australia Occidental | Estadio EMS, |  |
|                     |       |     |                      |              |  |

| 14 de enero de 1980 | Australia Occidental | 1-0 | Malasia | Estadio EMS, |  |
|                     |                      |     |         |              |  |

| 14 de enero de 1980 | India | 1-0 | Hong Kong | Estadio EMS, |  |
|                     |       |     |           |              |  |

| 15 de enero de 1980 | China Taipéi | 0-0 | India del Sur | Estadio EMS, |  |
|                     |              |     |               |              |  |

| 15 de enero de 1980 | Hong Kong | 2-1 | Malasia | Estadio EMS, |  |
|                     |           |     |         |              |  |

| 16 de enero de 1980 | India | 0-1 | India del Sur | Estadio EMS, |  |
|                     |       |     |               |              |  |

| 116 de enero de 1980 | China Taipéi | 2-0 | Australia Occidental | Estadio EMS, |  |
|                      |              |     |                      |              |  |

| 17 de enero de 1980 | China Taipéi | 3-0 | Hong Kong | Estadio EMS, |  |
|                     |              |     |           |              |  |

| 17 de enero de 1980 | India | 0-3 | Malasia | Estadio EMS, |  |
|                     |       |     |         |              |  |

| 18 de enero de 1980 | Hong Kong | 1-0 | Australia Occidental | Estadio EMS, |  |
|                     |           |     |                      |              |  |

| 18 de enero de 1980 | Malasia | 0-0 | India del Sur | Estadio EMS, |  |
|                     |         |     |               |              |  |

## Fase final

### Semifinal
| 19 de enero de 1980 | China Taipéi | 5-0 | Australia Occidental | Estadio EMS, |  |
|                     |              |     |                      |              |  |

| 19 de agosto de 1980 | India del Sur | 3-1 | Hong Kong | Estadio EMS, |  |
|                      |               |     |           |              |  |

### Tercer lugar
| 20 de enero de 1980 | Hong Kong | Cancelado | Australia Occidental | Estadio EMS, |  |
|                     |           |           |                      |              |  |

### Final
| 20 de enero de 1980 | China Taipéi | 2-0 | India del Sur | Estadio EMS, |  |
|                     |              |     |               |              |  |